# Platystoma subfasciatum
Platystoma subfasciatum är en tvåvingeart som beskrevs av Friedrich Hermann Loew 1862. Platystoma subfasciatum ingår i släktet Platystoma och familjen bredmunsflugor. Inga underarter finns listade i Catalogue of Life.